# 72e bataillon d'infanterie de marine
Pour les articles homonymes, voir 72e bataillon et 72e régiment.
Le 72e bataillon d'infanterie de marine était une unité de l'Armée de terre française. Créée en 1958 sous le nom de 72e régiment d'infanterie de marine, l'unité est dissoute au 1er août 2009 (les éléments restants ont été réaffectés au sein de l'état-major de force n° 3).

## Création et différentes dénominations
- 1958 : formation du 72e régiment d'infanterie de marine au Tchad (hérite des traditions du 12e régiment de tirailleurs sénégalais)
- 1961 : dissolution
- 1976 : le 53e groupement divisionnaire, régiment de soutien de l'EM/CMD de Marseille, reprend les traditions du 72e RIMa ;
- 1991 : le 53e groupement divisionnaire est renommé 72e régiment d'infanterie de marine ;
- 1999 : dissolution du régiment le 30 juin, recréation le 1er juillet sous le nom de 72e BIMa
- 2009 : dissolution du bataillon le 1er août

## Chefs de  corps
- 1988 : Colonel BERTHE
- 1990 : Colonel BARBAIZE
- 1992 : Colonel PERNOT
- 1994 : Colonel DENAMUR
- 1996-1998 : Lieutenant-colonel Alain CARNEC
- 1998-2000 : Lieutenant-colonel Christian-Marie MICHAUD-SORET
- 2000-2002 : Lieutenant-colonel Patrick MILLET

## Historique des garnisons et opérations

### Tchad
Le régiment est créé le 1er décembre 1958 à Faya-Largeau à partir du groupement saharien du Tchad. Il hérite des traditions du 12e RTS.
Le 72e RIMa est dissous le 31 décembre 1961 et devient groupement saharien no 3 (puis no 20).

### Marseille
En 1976, le 53e groupement divisionnaire, régiment de soutien de l'EM/CMD de Marseille, reprend les traditions du 72e RIMa. Le 1er septembre 1991, le 53e groupement divisionnaire est renommé 72e régiment d'infanterie de marine. Le régiment est dissous le 30 juin 1999 et recréé le 1er juillet sous le nom de 72e BIMa. Il participe au soutien de l'état-major de force no 3 et à la mise sur pied du PC lors de son engagement dans des opérations extérieures. Le bataillon est dissous le 1er août 2009, les éléments restants ont été réaffectés au sein de l'état-major de force no 3.

## Traditions

### Drapeau du régiment

Le drapeau du.

Il porte l'inscription Maroc 1925-1926, héritée du 12e RTS.
Depuis la dissolution du 72e BIMa, le drapeau est à la garde du Groupement de soutien de la base de défense de Marseille - Aubagne.

### Insigne du72eRégiment d'Infanterie de Marine

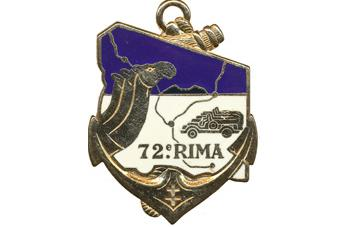
Carte bleue et blanche chargée d’une tête de chameau et brochant sur une ancre.